# Blitopertha gracilipedes
Blitopertha gracilipedes är en skalbaggsart som beskrevs av Baraud 1990. Blitopertha gracilipedes ingår i släktet Blitopertha och familjen Rutelidae. Inga underarter finns listade.